# Берти, Генри, 14-й граф Линдси
Ричард Генри Руперт Берти, 14-й граф Линдси и 9-й граф Абингдон (англ. Richard Henry Rupert Bertie, 14th Earl of Lindsey and 9th Earl of Abingdon; род. 28 июня 1931) — английский пэр и политик.

## Ранняя жизнь
Родился 28 июня 1931 года. Единственный сын майора достопочтенного Артура Майкла Космо Берти (1886—1957) и его первой жены Алины Роуз (урожденной Арбатнот-Лесли) Рамзи. До замужества его родителей его мать была замужем за достопочтенным Чарльзом Фоксом Моулом Рамзи (1885—1926), четвертым сыном Джона Рамзи, 13-го графа Далхаузи . После смерти матери его отец женился на Лилиан Изабель (урожденной Кэри-Элвес) Крэкэнторп, дочери Чарльза Эдварда Кэри-Элвеса, в мае 1949 года.
Его отец был вторым сыном Монтегю Берти, 7-го графа Абингдона (1836—1928), от второго брака его деда с Гвендолин Мэри Дормер (1867—1942), дочерью генерал-лейтенанта Джеймса Шарлеманя Дормера, офицера британской армии. Его отец унаследовал графский титул в 1938 году от своего троюродного брата, Монтегю Берти, 12-го графа Линдси (1861—1938). Его бабушкой и дедушкой по материнской линии были Джордж Арбатнот-Лесли (1847—1896) и Мэри Роуз Лесли, 12-я из Уортхилла (? — 1900), вождь клана Лесли. Его дядей был Уильям Дуглас Арбатнот-Лесли, 13-й из Уортхилла (прямой предок актрисы Роуз Лесли). Через своего предка Эмили Гейдж он является потомком семей Скайлер и Ван Кортландт из Британской Северной Америки.
Он получил образование в колледже Амплфорт .

## Карьера
Генри Берти проходил национальную службу в Королевском Норфолкском полку, став младшим лейтенантом 6 февраля 1952 года со стажем с 3 февраля 1951 года. 25 июля 1952 года ему было присвоено исполняющий обязанности лейтенанта , и повышение по службе было осуществлено 28 июня 1954 года со стажем с даты его исполняющего обязанности. Генри Берти был переведен в резерв Регулярной армии из Чрезвычайного резерва армии 24 сентября 1957 года.
С 1958 по 1996 год Генри Берти был брокером Ллойда. В 1963 году он сменил своего двоюродного брата на посту графа Линдси и Абингдона и наследственного верховного стюарда Абингдона. Будучи членом Консервативной партии, Генри Берти регулярно участвовал в дебатах там, пока не потерял свое наследственное место в парламенте в соответствии с Актом о Палате лордов 1999 года.

## Личная жизнь
5 января 1957 года Генри Берти женился на Норе Элизабет Фаркуар-Оливер (род. 26 июля 1932), второй дочери Марка Фаркуара-Оливера, второго сына сэра Генри Фаркуара, 4-го баронета (1838—1916), и Норы Фрэнсис Сапфир Фаркуар (род. 1906), старшей дочери майора Фрэнсиса Дугласа Фаркуара (1874—1915) и леди Эвелин Хели-Хатчинсон (1877—1962), старшей дочери Джона Хели-Хатчинсона, 5-го графа Дономора (1848—1900). У супругов было два сына и одна дочь:
- Генри Марк Уиллоуби Берти, лорд Норрис (род. 6 июня 1958), который в 1989 году женился на Люсинде Сол Морсум, двоюродной сестре Тоби Янга, потомках адмирала сэра Роберта Мурсома[1]. У супругов двое сыновей:
  - Достопочтенный Уиллоуби Генри Константин Сент-Мор Берти (род. 15 июня 1996)[1]
  - Достопочтенный Джеймс Фредерик Кристофер Ниниан Берти (род. 26 августа 1997)[1]
- Леди Аннабел Фрэнсис Роуз Берти (род. 211 марта 1969)
- Достопочтенный Александр Майкл Ричард Уиллоуби Берти (род. 8 апреля 1970), который в 1998 году женился на Кэтрин Давине Кэмерон, дочери профессора Гордона Камерона[1]. У супругов двое детей:
  - Фергус Александр Камерон Берти (род. 15 августа 2000)[1]
  - Эмили Давина Роуз Берти (род. 8 апреля 2004)[1].

Он живет в Гилмилнскрофт-хаусе, недалеко от Мохлина, Эршир, где проживает семья его жены, Фаркуары.